# فهرست سفیران استرالیا در ایران
سفیر استرالیا در ایران مأمور وزارت امور خارجه و تجارت استرالیا و رئیس سفارت کشورهای مشترک المنافع استرالیا در جمهوری اسلامی ایران است.
از اکتبر ۲۰۱۹، لیندل ساکس این مأموریت را بر عهده دارد.

## سران مأموریت
| ردیف | سفیر              | توضیح                                | آغاز مأموریت | پایان مأموریت | مدت زمان مأموریت | ارجاع       |
| ---- | ----------------- | ------------------------------------ | ------------ | ------------- | ---------------- | ----------- |
| ۱    | بری هال           | سفیر استرالیا در شاهنشاهی ایران      | ۱۹۶۸         | ۱۹۷۲          | ۳–۴ سال          | [ ۲ ]       |
| ۲    | هنری داگلاس وایت  | سفیر استرالیا در شاهنشاهی ایران      | ۱۹۷۲         | ۱۹۷۲          | ۰ سال            |             |
|      |                   |                                      |              |               |                  |             |
| ۳    | ایور گوردون باودن | سفیر استرالیا در شاهنشاهی ایران      | ۱۹۷۴         | ۱۹۷۸          | ۳–۴ سال          |             |
| ۴    | مارشال جانستون    | سفیر استرالیا در شاهنشاهی ایران      | ۱۹۷۸         | ۱۹۷۹          | ۰–۱ سال          |             |
| n/a  | کوین جی. بورهام   | کاردار                               | ۱۹۷۹         | ۱۹۸۲          | ۲–۳ سال          |             |
| n/a  | ویلیام ان. فیشر   | کاردار                               | ۱۹۸۲         | ۱۹۸۳          | ۰–۱ سال          |             |
| n/a  | جان داوث          | کاردار                               | ۱۹۸۳         | ۱۹۸۵          | ۱–۲ سال          |             |
| ۵    | جان لندر          | سفیر استرالیا در جمهوری اسلامی ایران | ۱۹۸۵         | ۱۹۸۷          | ۱–۲ سال          |             |
| ۶    | مایکل لندل        | سفیر استرالیا در جمهوری اسلامی ایران | ۱۹۸۷         | ۱۹۹۰          | ۲–۳ سال          |             |
| ۷    | جان اولیور        | سفیر استرالیا در جمهوری اسلامی ایران | ۱۹۹۰         | ۱۹۹۳          | ۲–۳ سال          |             |
| ۸    | نیک وارنر         | سفیر استرالیا در جمهوری اسلامی ایران | ۱۹۹۴         | ۱۹۹۷          | ۲–۳ سال          |             |
| ۹    | استوارت هیوم      | سفیر استرالیا در جمهوری اسلامی ایران | ۱۹۹۷         | ۲۰۰۱          | ۳–۴ سال          |             |
| ۱۰   | جرمی راجر نیومن   | سفیر استرالیا در جمهوری اسلامی ایران | ۲۰۰۱         | ۲۰۰۵          | ۳–۴ سال          | [ ۳ ]       |
| ۱۱   | گرگ موریارتی      | سفیر استرالیا در جمهوری اسلامی ایران | ۲۰۰۵         | ۲۰۰۸          | ۲–۳ سال          | [ ۴ ]       |
| ۱۲   | مارک اینس-براون   | سفیر استرالیا در جمهوری اسلامی ایران | ۲۰۰۸         | ۲۰۱۳          | ۴–۵ سال          | [ ۵ ]       |
| ۱۳   | پل فولی           | سفیر استرالیا در جمهوری اسلامی ایران | ۲۰۱۳         | ۲۰۱۶          | ۲–۳ سال          | [ ۶ ]       |
| ۱۴   | ایان بیگز         | سفیر استرالیا در جمهوری اسلامی ایران | ژوئیه ۲۰۱۶   | ۲۰۱۹          | ۲–۳ سال          | [ ۷ ]       |
| ۱۵   | لیندل ساکس        | سفیر استرالیا در جمهوری اسلامی ایران | ۶ اکتبر ۲۰۱۹ | مارچ ۲۰۲۳     | ۵ سال، ۱۸۱ روز   | [ ۸ ] [ ۹ ] |
| ۱۶   | ایان مک کانویل    |                                      | ۳ ژوئن ۲۰۲۳  | incumbent     |                  |             |